# Calle de Tabernillas
La calle de Tabernillas es una vía pública de la ciudad española de Madrid, que corre de norte a sur desde la plaza de Puerta de Moros hasta la calle del Águila, en el barrio de Palacio. Por su cercanía a la desaparecida Puerta de Moros se le concede una antigüedad de cinco siglos. De su último periodo puede mencionarse su presencia protagonista en Fortunata y Jacinta y en algunas canciones de Joaquín Sabina, donde residió.

## Historia
Con el nombre de Tabernillas de San Francisco figura en el Mss 5918 datado hacia 1626 y guardado en la Biblioteca Nacional de España. En el plano de Texeira de 1656, figura escrita Tavernillas (sic); en el plano de Nicolas Chalmandrier (1761) como Tabernillas; y amplia su nombre a Tabernillas de Parla en los de Espinosa (1769) y Tomás López (1785). En 1835 volvió a llamarse Tabernillas, nombre que conserva en el inicio del siglo xxi.
Los cronistas consultados barajan el origen legendario de este nombre a partir de dos versiones, que «en tiempo de los árabes estaban aquí los despachos de vino, saliendo de puerta de Moros a la izquierda, donde estaba el fondac moruno», o que hubo tabernas con el privilegio de venta de vinos de Parla. Répide añade el dato de que aquí estuvo durante años la imprenta que publicaba las aleluyas y romances de ciego que alimentaba en la capital de España el capítulo de la «literatura de cordel».

### Tabernas de Tabernillas
Un documentado estudio de Antonio Pasies Monfort, permite un seguimiento de los establecimientos, tabernas o bodegas de vino que hubo en esta calle desde finales del siglo xvi
Ya se registra un negocio de este ramo en 1583 a nombre de Andrés Rodríguez; y a lo largo del siglo xvii aparecen en los archivos los nombres de Gabriel Mellado (1637-1647), Pedro Ortiz (1678); crece la lista en el xviii con los de Domingo Terrón (1701), Juan de Omás (1720), Juan de Velasco (1730), Antonio Martínez (1740), Manuel Faeño (1769-1779), Juan Parrondo (1770); Antonio Pérez y Cayetano García, ambos en 1779. Esta lista de tabernas y taberneros crece y se desborda a lo largo de los siglos xix y xx En el siglo xx destaca Pasies Monfort los establecimientos de Tomás González (desde 1932 a 2007, sobre un local con tradición tabernera desde 1887) –tabernero ilustrado autor de varios libros– cuyos flexibles horarios quedaban advertidos por el cartel: “abro cuando llego y cierro cuando me voy”. Otra taberna histórica de los últimos años es La Copita Asturiana, en el número 13 de la calle, regida por José Bueno y María Mayo y ubicada en una bodega que desde 1904 tuvo varios nombres y dueños.

## Madrid galdosiano
Otros dos personajes, uno real y otro ficticio han quedado históricamente ligados a esta calle de Tabernillas. La eligió el escritor Benito Pérez Galdós como domicilio temporal de Fortunata, una de las protagonistas de su obra maestra, Fortunata y Jacinta. 

Vivía en la calle de Tabernillas (Puerta de Moros), que para los madrileños del centro es donde Cristo dio las tres voces y no le oyeron. Es aquel barrio tan apartado, que parece un pueblo. Comunícase, de una parte con San Andrés, y de otra con el Rosario y la V.O.T. El vecindario es en su mayoría pacífico y modestamente acomodado; asentadores, placeros, trajineros. Empleados no se encuentran allí, por estar aquel caserío lejos de toda oficina. Es el arrabal alegre y bien asoleado, y corriéndose al Portillo de Gilimón, se ve la vega del Manzanares, y la Sierra, San Isidro y la Casa de Campo. Hacia los taludes del Rosario la vecindad no es muy distinguida, ni las vistas muy buenas, por caer contra aquella parte las prisiones militares y encontrarse a cada paso mujeres sueltas y soldados que se quieren soltar. Al fin de la calle del Águila también desmerece mucho el vecindario, pues en la explanada de Gilimón, inundada de sol a todas las horas del día, suelen verse cuadros dignos del Potro de Córdoba y del Albaicín de Granada. Por la calle de la Solana, donde habita tanta pobretería, iba Fortunata a misa a la Paloma, y se pasmaba de no encontrar nunca en su camino ninguna cara conocida. Ciertamente, cuando un habitante del centro o del Norte de la Villa visita aquellos barrios, ni las casas ni los rostros le resultan Madrid. En un mes no pasó Fortunata más acá de Puerta de Moros, y una vez que lo hizo, detúvose en Puerta Cerrada. Al sentir el mugido de la respiración de la capital en sus senos centrales, volviose asustada a su pacífica y silenciosa calle de Tabernillas.
Benito Pérez Galdós en Fortunata y Jacinta. Parte Tercera, capítulo IV.4 

## Ilustres vecinos
Además de a Fortunata, puede citarse, en la segunda mitad del siglo xx a Joaquín Sabina, que como agradecido vecino de una buhardilla del número 23, le dedicó versos como estos de su canción Incompatibilidad de caracteres:

Si me excita el sesenta y nueve
me grita: "quiero un cuarenta y dos".
Siempre que en mi piso de Tabernillas llueve
en su buhardilla brilla el sol.
Adios amor,
adios mujeres,
debe ser un caso de incompatibilidad de caracteres.